# Vossloh-Schwabe
A Vossloh-Schwabe Deutschland GmbH schorndorfi székhelyű német vállalat, amely világítástechnikai rendszermegoldásokat és alkatrészeket fejleszt, gyárt és értékesít.

## Történet
A vállalat története 1919-ig nyúlik vissza, amikor a lüdenscheidi székhelyű Vossloh KG elkezdett izzólámpákhoz lámpafoglalatokat gyártani. A különálló Vossloh-Schwabe GmbH az 1932-ben alapított urbachi Hermann Schwabe GmbH vállalat felvásárlásával, 1987-ben a Vossloh-Werke Werdohl világítástechnikai leányvállalataként jött létre. 2002-ben a Vossloh AG eladta a Vossloh-Schwabét a Panasonicnak, ami azt a Panasonic Lighting Europe GmbH leányvállalataként szervezte át. 2020 elején a Fidelium GmbH felvásárolta a Vossloh-Schwabe részvényeit. 2021 decemberében a vállalat székhelye a kis Urbach községből a mindössze öt kilométerre fekvő Schorndorf nagyvárosba költözött.
A Vossloh-Schwabe tagja a Licht.de, a DALI AG, az EnOcean Alliance és az EHI (Einzelhandelsinstitut) szervezeteknek. A Vossloh-Schwabe hivatalos ausztriai forgalmazója a bécsi székhelyű SED Trading GmbH, míg a svájci a bischofszelli székhelyű Max Hauri AG.

## Irodák

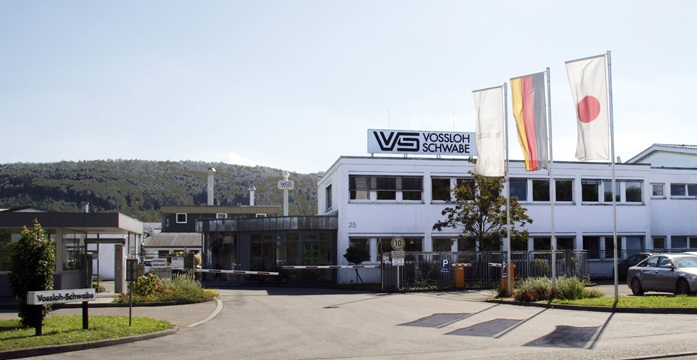
A Vossloh-Schwabe urbachi üzeme

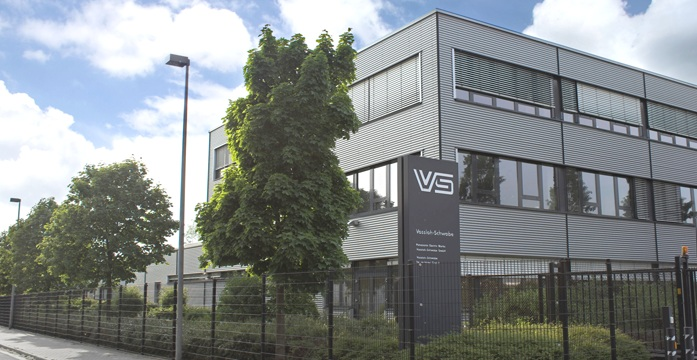
A Vossloh-Schwabe lüdenscheidi üzeme

A Vossloh-Schwabe Deutschland GmbH székhelye a baden-württembergi Schorndorfban található. Az értékesítési, szerviz-, fejlesztési és általános adminisztrációs részlegeken kívül itt található a teljes csoport vezetősége is. A szerbiai Svilajnacban van a vállalat legnagyobb gyártócsarnoka, itt egy fejlesztési részleg is található. Itt többek között fényvezérlő rendszereket és elektronikus világítási alkatrészeket gyártanak. A cég központi raktára Ettlingenben van.

## Termékek
A Vossloh-Schwabe világítástechnika alkatrészeket gyárt. Ezek közé tartoznak:
- LED-modulok és azok tápellátásukhoz szükséges eszközök
- LED-optika a fényszabályozáshoz
- Fényvezérlő rendszerek
- Elektromágneses és elektronikus ballasztok gázkisüléses lámpákhoz
- Nagynyomású kisülési lámpák gyújtókészülékei
- Transzformátorok
- Lámpafoglalatok
- Kondenzátorok teljesítménytényező-korrekcióhoz.

## Fordítás
- Ez a szócikk részben vagy egészben  a   Vossloh-Schwabe című német Wikipédia-szócikk ezen változatának fordításán alapul.  Az eredeti cikk szerkesztőit annak laptörténete sorolja fel. Ez a jelzés csupán a megfogalmazás eredetét és a szerzői jogokat jelzi, nem szolgál a cikkben szereplő információk forrásmegjelöléseként.